# Сантана-де-Камбаш
Сантана-де-Камбаш (порт.  Santana de Cambas) - фрегезия (район) в муниципалитете Мертола округа Бежа в Португалии. Территория – 164,17 км². Население – 863 жителей. Плотность населения – 5,3 чел/км².